# Mistrovství světa ve florbale do 19 let 2019
Mistrovství světa ve florbale mužů do 19 let 2019 bylo 10. ročníkem mistrovství světa juniorů. Konalo se v Kanadě ve městě Halifax. Bylo to první mistrovství mužů do 19 let, které se konalo mimo Evropu.
Vítězem se stalo Česko. Bylo to poprvé, kdy česká florbalová reprezentace získala první místo na jakémkoli mistrovství světa. Zároveň to bylo poprvé, kdy mistrovství světa juniorů vyhrála reprezentace jiné země než Švédska a Finska.

## Místa konání
| Halifax            | Halifax |
| ------------------ | ------- |
| Zatzman Sportsplex | Dalplex |
|                    |         |

## Skupinová fáze
Všechny časy zápasů jsou uvedeny v kanadském atlantském letním čase (UTC −3, SELČ −5).

### Skupina A
| Poř. | Tým       | Z | V | R | P | VG | IG | +/- | B |
| ---- | --------- | - | - | - | - | -- | -- | --- | - |
| 1.   | Finsko    | 3 | 3 | 0 | 0 | 24 | 10 | +14 | 6 |
| 2.   | Švýcarsko | 3 | 2 | 0 | 1 | 17 | 13 | +4  | 4 |
| 3.   | Lotyšsko  | 3 | 1 | 0 | 2 | 13 | 17 | -4  | 2 |
| 4.   | Norsko    | 3 | 0 | 0 | 3 | 8  | 22 | -14 | 0 |

| 8. května 2019 10:00 | Lotyšsko | 6 : 2 (3:0, 2:0, 1:2) | Norsko | Zatzman Sportsplex, Halifax Návštěvnost: 191 |  |

| Zpráva |  |                                 |
|        |  | 1:0 2:0 3:0 4:0 5:0 6:0 6:1 6:2 |

| 8. května 2019 13:00 | Finsko | 6 : 4 (1:0, 3:1, 2:3) | Švýcarsko | Zatzman Sportsplex, Halifax Návštěvnost: 266 |  |

| Zpráva |  |                                         |
|        |  | 1:0 2:0 3:0 3:1 4:1 4:2 5:2 5:3 5:4 6:4 |

| 9. května 2019 10:00 | Norsko | 4 : 9 (0:1, 2:3, 2:5) | Finsko | Zatzman Sportsplex, Halifax Návštěvnost: 603 |  |

| Zpráva |  |                                                     |
|        |  | 0:1 0:2 1:2 2:2 2:3 2:4 2:5 2:6 3:6 4:6 4:7 4:8 4:9 |

| 9. května 2019 19:15 | Švýcarsko | 6 : 5 (3:1, 1:1, 2:3) | Lotyšsko | Zatzman Sportsplex, Halifax Návštěvnost: 153 |  |

| Zpráva |  |                                             |
|        |  | 0:1 1:1 2:1 3:1 3:2 4:2 4:3 4:4 5:4 6:4 6:5 |

| 10. května 2019 13:00 | Finsko | 9 : 2 (2:0, 4:2, 3:0) | Lotyšsko | Zatzman Sportsplex, Halifax Návštěvnost: 78 |  |

| Zpráva |  |                                             |
|        |  | 1:0 2:0 3:0 4:0 4:1 4:2 5:2 6:2 7:2 8:2 9:2 |

| 10. května 2019 16:00 | Švýcarsko | 7 : 2 (2:1, 3:1, 2:0) | Norsko | Zatzman Sportsplex, Halifax Návštěvnost: 141 |  |

| Zpráva |  |                                     |
|        |  | 1:0 2:0 2:1 3:1 3:2 4:2 5:2 6:2 7:2 |

### Skupina B
| Poř. | Tým       | Z | V | R | P | VG | IG | +/- | B |
| ---- | --------- | - | - | - | - | -- | -- | --- | - |
| 1.   | Česko     | 3 | 3 | 0 | 0 | 24 | 6  | +18 | 6 |
| 2.   | Švédsko   | 3 | 2 | 0 | 1 | 30 | 14 | +16 | 4 |
| 3.   | Slovensko | 3 | 1 | 0 | 2 | 15 | 23 | -8  | 2 |
| 4.   | Dánsko    | 3 | 0 | 0 | 3 | 9  | 35 | -26 | 0 |

| 8. května 2019 16:00 | Švédsko | 1 : 5 (0:2, 1:1, 0:2) | Česko | Zatzman Sportsplex, Halifax Návštěvnost: 170 |  |

| Zpráva |  |                         |
|        |  | 0:1 0:2 0:3 1:3 1:4 1:5 |

| 8. května 2019 19:00 | Dánsko | 2 : 8 (0:2, 1:3, 1:3) | Slovensko | Zatzman Sportsplex, Halifax Návštěvnost: 103 |  |

| Zpráva |  |                                         |
|        |  | 0:1 0:2 0:3 0:4 1:4 1:5 1:6 2:6 2:7 2:8 |

| 9. května 2019 13:00 | Česko | 12 : 2 (4:0, 4:1, 4:1) | Dánsko | Zatzman Sportsplex, Halifax Návštěvnost: 179 |  |

| Zpráva |  |                                                             |
|        |  | 1:0 2:0 3:0 4:0 5:0 5:1 6:1 7:1 8:1 9:1 10:1 10:2 11:2 12:2 |

| 9. května 2019 16:00 | Slovensko | 4 : 14 (1:4, 1:3, 2:7) | Švédsko | Zatzman Sportsplex, Halifax Návštěvnost: 239 |  |

| Zpráva |  |                                                                                |
|        |  | 0:1 1:1 1:2 1:3 1:4 1:5 1:6 2:6 2:7 2:8 2:9 2:10 2:11 3:11 3:12 4:12 4:13 4:14 |

| 10. května 2019 10:00 | Švédsko | 15 : 5 (7:3, 4:1, 4:1) | Dánsko | Zatzman Sportsplex, Halifax Návštěvnost: 215 |  |

| Zpráva |  |                                                                                        |
|        |  | 1:0 2:0 2:1 2:2 3:2 4:2 5:2 5:3 6:3 7:3 8:3 9:3 9:4 10:4 11:4 12:4 13:4 14:4 14:5 15:5 |

| 10. května 2019 13:00 | Česko | 7 : 3 (0:1, 5:1, 2:1) | Slovensko | Zatzman Sportsplex, Halifax Návštěvnost: 96 |  |

| Zpráva |  |                                         |
|        |  | 0:1 0:2 1:2 2:2 3:2 4:2 5:2 6:2 7:2 7:3 |

## Play off

### Pavouk
|  | Semifinále | Semifinále | Semifinále |  |  | Finále      | Finále      | Finále      |
|  |            |            |            |  |  |             |             |             |
|  | 1A         | Finsko     | 2          |  |  |             |             |             |
|  | 2B         | Švédsko    | 8          |  |  |             |             |             |
|  |            |            |            |  |  |             | Česko       | 8           |
|  |            |            |            |  |  |             | Švédsko     | 2           |
|  | 1B         | Česko      | 9          |  |  |             |             |             |
|  | 2A         | Švýcarsko  | 4          |  |  | Třetí místo | Třetí místo | Třetí místo |
|  |            |            |            |  |  |             | Švýcarsko   | 2           |
|  |            |            |            |  |  |             | Finsko      | 4           |

Všechny časy zápasů jsou uvedeny v kanadském atlantském letním čase (UTC −3, SELČ −5).

### O 7. místo
| 11. května 2019 19:00 | Dánsko | 6 : 4 (2:0, 2:1, 2:3) | Norsko | Dalplex, Halifax Návštěvnost: 125 |  |

| Zpráva |

### O 5. místo
| 11. května 2019 10:00 | Lotyšsko | 6 : 5 (3:1, 2:1, 1:3) | Slovensko | Zatzman Sportsplex, Halifax Návštěvnost: 93 |  |

| Zpráva |

### Semifinále
| 11. května 2019 16:00 | Finsko | 2 : 8 (0:3, 0:2, 2:3) | Švédsko | Zatzman Sportsplex, Halifax Návštěvnost: 271 |  |

| Zpráva |

| 11. května 2019 13:00 | Česko | 9 : 4 (4:0, 3:3, 2:1) | Švýcarsko | Zatzman Sportsplex, Halifax Návštěvnost: 315 |  |

| Zpráva |

### O 3. místo
| 12. května 2019 14:59 | Švýcarsko | 2 : 4 (1:1, 1:2, 0:1) | Finsko | Zatzman Sportsplex, Halifax Návštěvnost: 306 |  |

| Zpráva |

### Finále
| 12. května 2019 18:00 | Česko | 8 : 2 (0:0, 3:0, 5:2) | Švédsko | Zatzman Sportsplex, Halifax Návštěvnost: 1107 |  |

| Zpráva |

## Konečné pořadí
| Pořadí           | Tým       |
| ---------------- | --------- |
| Zlatá medaile    | Česko     |
| Stříbrná medaile | Švédsko   |
| Bronzová medaile | Finsko    |
| 4.               | Švýcarsko |
| 5.               | Lotyšsko  |
| 6.               | Slovensko |
| 7.               | Dánsko    |
| 8.               | Norsko    |

Všechny reprezentace z Divize A byly přímo nasazeny na mistrovství v roce 2021, ve kterém bylo zrušeno rozdělení na divize.

## All Star tým
Členy All Star týmu se stali:
Brankář:  Martin Haleš
Obránci:  Moritz Mock,  Filip Forman
Útočníci:  Jonáš Kreysa,  Victor Wettergren,  Roman Faith

## Divize B
Vítězem Divize B se stalo Německo a zajistilo si tak přímé nasazení na mistrovství v roce 2021.
| Pořadí | Tým         |
| ------ | ----------- |
| 9.     | Německo     |
| 10.    | Slovinsko   |
| 11.    | Rusko       |
| 12.    | Polsko      |
| 13.    | Kanada      |
| 14.    | USA         |
| 15.    | Japonsko    |
| 16.    | Nový Zéland |